# Velvet Club
Il Velvet Club, nato inizialmente come Velvet Perestrojka, era una discoteca di Rimini che dagli anni novanta in poi ha ospitato sul suo palco esponenti di punta della musica italiana e internazionale. Fondata da Thomas Balsamini, fu la prosecuzione dello Slego.
Nell'aprile 2016 la direzione ha annunciato la chiusura della sede "storica" di Sant'Aquilina a partire dal maggio dello stesso anno, confermando la volontà di rimanere comunque attivi nel panorama di organizzazione di eventi nel riminese e zone limitrofe.
L'edificio è stato demolito nel 2018.

## Storia
La storia del locale è legata a Thomas Balsamini, il dj e imprenditore che ne seguì il passaggio dallo Slego e ne curò la direzione artistica, sia come organizzatore di concerti, ma soprattutto come selezionatore musicale all'interno delle serate.
A Thomas Balsamini è riconosciuta capacità innovativa in campo musicale e di intrattenimento in un club, cosa che ha reso il Velvet un punto di riferimento nella scena alternative italiana.
È stato fra i primi a dare visibilità a molte band italiane poi divenute famose come i Subsonica, gli Afterhours, i Bluvertigo ed i Marlene Kuntz, facendoli esibire dal vivo al Velvet.
Scomparso prematuramente il 10 giugno 2013 all'età di 47 anni, la cerimonia funebre si svolse proprio all' interno del Velvet col feretro posto al centro della pista da ballo, alla presenza delle autorità locali e l'ingresso aperto liberamente al pubblico.
Dal 2014 si celebra, al Velvet, il giorno del suo compleanno, un evento che richiama grandi artisti italiani ad esibirsi in un concerto, in cui parte del ricavato viene donato all'AIL e alla lotta contro la leucemia, malattia di cui Balsamini era affetto.
Alcune testimonianze di esponenti della musica e radio italiana e di giornalismo ed istituzioni sull'operato di Thomas Balsamini durante la sua vita sono raccolte in un video proiettato in anteprima al Velvet nel 2014.

## Alcuni concerti passati al Velvet[15]
- 1989

Miracle Workers + Spacemen 3
Yo La Tengo
Soundgarden
The Fleshtones
James Taylor Quartet
Casino Royale
The Fuzztones
Statuto
Ramones
- 1990

Tom Verlaine
The Fuzztones
Thee Hypnotics
Mudhoney
The Fleshtones
Francesco Baccini
Camper Van Beethoven + Souled American
- 1991

Inspiral Carpets
Noel Gallagher
Living Colour
The Dickies
Gang Starr
The Wailers
The Fleshtones
Thin White Rope
Ozric Tentacles
- 1992

Screaming Trees
Nuovi Briganti
- 1993

Superchunk
Helmet
Digable Planets
Modena City Ramblers
Casino Royale
The Jesus Lizard
Fishbone + The Mighty Mighty Bosstones
- 1994

Motorpsycho
The Nomads
Murphy's Law
Grant Lee Buffalo
99 Posse + Bisca
Extrema + Skiantos
Helmet
U.K. Subs
C.S.I. + Disciplinatha
Scorn
Rain Parade + Ramones
The Bevis Frond
The Almighty
- 1995

Lagwagon + NOFX
Dream Theater
La Crus
Neneh Cherry
Casino Royale
dEUS
Diaframma
Motorpsycho
Skunk Anansie
- 1996

Motörhead
Prozac+
Tiromancino
Sugar Ray
Casino Royale
Modena City Ramblers
Ligabue
Supergrass
Marlene Kuntz
Rancid
- 1997

Biohazard
Jethro Tull
Carmen Consoli
Primal Scream
Overkill
Skunk Anansie
- 1998

Bad Religion
Primus
Marlene Kuntz
Diaframma
Vinicio Capossela
Bluvertigo + Subsonica
Prozac+
Casino Royale
Modena City Ramblers
Afterhours
- 1999

dEUS + Pavement
Subsonica
Modena City Ramblers
Carmen Consoli
Negrita
Moltheni + Afterhours
Supergrass
- 2000

Cristina Donà
Verdena
L7
Afterhours
Bluvertigo
Subsonica
Punkreas
Tre Allegri Ragazzi Morti + Marsh Mallows
Suzanne Vega
Verdena
Cristina Donà
99 Posse + Assalti Frontali
Carmen Consoli
Elisa
Motorpsycho
Bandabardò
Gong
Guano Apes
Linea 77
The Hives + The Hellacopters
- 2001

Marlene Kuntz
Cristina Donà
The Horrors
Afterhours
The Dandy Warhols + Cousteau
La Crus
Lacuna Coil
Phoenix
Muse + JJ72
Extrema
Paul Weller
Ska-P
Linea 77
Tora! Tora! Festival
Soulfly
Paradise Lost
Shelter
Dropkick Murphys
Fantômas
Guano Apes + Settevite
Incognito
Willy DeVille
99 Posse
Timoria
Bluvertigo
Fear Factory
Motorpsycho
Persiana Jones + Marsh Mallows + Le Braghe Corte
Porno Riviste
Tre Allegri Ragazzi Morti
Almamegretta
Verdena
Moltheni
- 2002

Subsonica
Davide Van De Sfroos Band
Shandon
Julie's Haircut
Negrita
Echo & the Bunnymen
Afterhours
Belle and Sebastian
Bad Religion
Modena City Ramblers
Starsailor
Punkreas
Soulfly
Black Rebel Motorcycle Club
Lamb
Subsonica
Almamegretta
Verdena
Negrita + Motel Connection
DJ Shadow
Marky Ramone & the Speedkings
Cousteau
Interpol
Motorpsycho
Paul Weller
Tiromancino
Motel Connection
Afterhours
- 2003

Bugo
Carmen Consoli
Beth Gibbons (Portishead) + Rustin Man (Talk Talk)
The Flaming Lips + Brendan Benson
Guano Apes
Piero Pelù
Ska-P + Bambole di pezza + Le Braghe Corte
Planet Funk
Punkreas + Marsh Mallows
Afterhours + Perturbazione
Muse
Turin Brakes
Asian Dub Foundation
Therapy?
Yo La Tengo
Alpha Blondy
Shandon + Madbones
Banda Bassotti
Elio e le Storie Tese
Motel Connection
Linea 77
Carmen Consoli
Marlene Kuntz
Ani DiFranco
Negramaro
Morgan
Cristina Donà
Baustelle
Caparezza
Persiana Jones + The Fleshtones
Peter Punk + The Hormonauts
La Famiglia Rossi
- 2004

Linea 77
A Perfect Circle
Meganoidi
Chicks on Speed
Afterhours
Misfits + Marky Ramone
Après La Classe
The Veils
Modena City Ramblers
Shandon + De Heideroosjes
Bugo + Julie's Haircut
Sophia
Tre Allegri Ragazzi Morti
Verdena
Linea 77 + Marsh Mallows
Marlene Kuntz
Afterhours + One Dimensional Man
Motorpsycho
Prozac+
Banda Bassotti
The Wailers
Sud Sound System
Mark Lanegan Band + Nick Oliveri
Broken Social Scene
Interpol + Bloc Party
Paolo Benvegnù
- 2005

Keane + Rufus Wainwright
Afterhours
Bugo
The Alan Parsons Project
Derozer + Vanilla Sky
Marlene Kuntz
Perturbazione
The Dresden Dolls
Ska-P
Modena City Ramblers
Tora! Tora! Festival
Turin Brakes
Linea 77
Black Rebel Motorcycle Club
Kaiser Chiefs
dEUS
Sud Sound System
Subsonica
Soulwax Nite Versions + 2 Many DJ's
- 2006

Punkreas
Editors
Baustelle
Marlene Kuntz
Soulfly
Marta sui Tubi + Moltheni
Skin + Amycanbe
Motorpsycho
Offlaga Disco Pax
The Fire
Boysetsfire + Evergreen Terrace
Lagwagon + No Relax
Negrita
Ministry
Michael Franti
Ludovico Einaudi
Babyshambles
Small Jackets
Motel Connection
- 2007

Casino Royale
The Hormonauts
The Stranglers
Asian Dub Foundation
Tre Allegri Ragazzi Morti + Il Teatro degli Orrori
Sophia + Amycanbe
Modena City Ramblers
Alexisonfire
The Fuzztones
Violent Femmes
Rezophonic
Shellac
Melvins perform Houdini
Verdena
Gorilla Biscuits
Faith and the Muse
The Hormonauts
Radio Soulwax presents: The Remixes live! + 2 Many DJ's
Alpha Blondy
Cristina Donà
Retropolis: ANNI 80! live Donatella Rettore
- 2008

Vitalic
Caribou
Editors
The Hormonauts
Retropolis: ANNI 80! live Righeira
Afterhours
Motorpsycho
Killswitch Engage + As I Lay Dying
Linea 77
Bugo
dEUS
Asian Dub Foundation
Afterhours
Sud Sound System
Caparezza
Subsonica
Skiantos
- 2009

Retropolis: ANNI 80! live Sabrina Salerno
Casino Royale
Marta sui Tubi
Le luci della centrale elettrica + Giorgio Canali
Punkreas
Retropolis: ANNI 80! live Samantha Fox
The Hormonauts + Naftalina
Retropolis: ANNI 90! live Corona
Marlene Kuntz
Lamb of God + Hatebreed
Testament + Kreator + Cathedral
MSTRKRFT
Afterhours
Peter Murphy (from Bauhaus)
Retropolis: 90! live Alexia
Sick Tamburo
Retropolis: ANNI 80! live Cristina D'Avena feat. Gem Boy
Banda Bassotti
Nile
Zion Train
Retropolis: ANNI 90! live Snap! + Datura djset
- 2010

Punkreas
Retropolis: ANNI 80! live Loredana Bertè
The Hormonauts
Carmen Consoli
Retropolis: ANNI 90! live Piotta
Motel Connection
Retropolis: Vintage! live Giuliano Palma & The Bluebeaters
Modena City Ramblers
Retropolis: ANNI 80! live Rockets
Uriah Heep
Retropolis: Vintage! live Santa Esmeralda
Tre Allegri Ragazzi Morti
Il Teatro degli Orrori
Linea 77
Modena City Ramblers
Diaframma
Retropolis: ANNI 90! live Alcazar
The Charlatans
Marlene Kuntz
Africa Unite
Yann Tiersen
Club Dogo
Baustelle
- 2011

Retropolis: Vintage! live New Trolls
Combichrist + Mortiis
Verdena
Elektrovelvet guest Goldie
Retropolis: ANNI 90! live Neri per Caso
Wire
Fabri Fibra
Zen Circus
Le luci della centrale elettrica
Retropolis: ANNI 80! live Cristina D'Avena feat. Gem Boy
Caparezza
Retropolis: Vintage! live Little Tony
Giovanni Lindo Ferretti
Retropolis: ANNI 90! live Paola & Chiara
Africa Unite
Symphony X
J-Ax
Retropolis: Vintage! live Patty Pravo
Modena City Ramblers
Retropolis: ANNI 90! live Vengaboys
Elektrovelvet guest Zombie Nation
Gogol Bordello
- 2012

Retropolis: ANNI 80! live Donatella Rettore
Marky Ramone
I Cani + L'Orso
Raphael Gualazzi
Bandabardò
Cristina D'Avena feat. Gem Boy
Retropolis: Vintage! live Mal
Nina Zilli
Retropolis: ANNI 90! live 99 Posse
Tito & Tarantula
Retropolis: Vintage! live Edoardo Vianello
Vinicio Capossela
Retropolis: ANNI 90! live Gigi D'Agostino
Elektrovelvet guest Netsky
Diaframma
- 2013

Giorgio Canali & Rossofuoco
The Raveonettes
Retropolis: Vintage! live Alan Sorrenti
Aucan
Retropolis: ANNI 90! live Daniele Groff
Afterhours
Retropolis: ANNI 2000! live Il Genio
Joe Satriani
Retropolis: ANNI 80! live Loredana Bertè
Tre Allegri Ragazzi Morti
Tricky
Elektroriviera guests Congorock
- 2014

Retropolis: ANNI 80! live Krisma
Retropolis: ANNI 2000! live Meganoidi
Afterhours
Fast Animals and Slow Kids
Bluvertigo
Retropolis: ANNI 90! live Eiffel 65 + Datura DJ set
Nobraino
Motel Connection
Retropolis: ANNI 90! live Persiana Jones
Marlene Kuntz
Sick Tamburo
Lo Stato Sociale
Retropolis: ANNI 80! live Nada
Piotta
- 2015

Retropolis: ANNI 2000! live L'Officina della Camomilla
Mineral
Verdena
Retropolis: ANNI 90! live Linea 77
Funthomas Festival 2015 live Afterhours + Cristina Donà
Modena City Ramblers
Nesli
L'Orso
Giorgio Canali
Thegiornalisti
Verdena
- 2016

Subsonica
Retropolis: anni 2000! live Immanuel Casto
Marlene Kuntz
Max Gazzè
Retropolis: ANNI 90! live Molella
La Crus
Linea 77
Nobraino
Vinicio Capossela